# Sonate pour piano no 58 de Joseph Haydn
La Sonate pour piano no 58 Hob.XVI.48 en ut majeur est une sonate pour pianoforte de Joseph Haydn. Composée en 1789, elle fait partie d'un pot-pourri musical édité par Breitkopf&Härtel.

## Structure
1. Andante con espressione à 3/4
2. Finale: Rondo (presto)

## Source
- François-René Tranchefort, Guide de la musique de piano et clavecin, éd. Fayard 1987, p. 404  (ISBN 2-213-01639-9)